# Rendimientos de escala
El término rendimientos de escala aparece en el contexto de la función de producción de una empresa. Hace referencia a los cambios en la producción que resultan de un cambio proporcional en todos los inputs (Elemento que participa en un determinado proceso productivo), cuando todos los inputs aumentan por un factor constante. Si el producto aumenta en el mismo cambio proporcional entonces existen rendimientos constantes de escala (RCS). Si el producto aumenta en menos que el cambio proporcional, existen rendimientos decrecientes de escala (RDS). Si el producto aumenta en más que el cambio proporcional, existen rendimientos crecientes de escala (RCrS). Así, los rendimientos de escala a los que se enfrenta una empresa están impuestos exclusivamente por la tecnología y no están influidos por las decisiones económicas o por las condiciones de mercado.
La función de producción de una empresa puede mostrar diferentes tipos de rendimientos de escala para diferentes rangos de producción. Típicamente, puede haber rendimientos crecientes para niveles relativamente bajos de producción, rendimientos decrecientes para niveles relativamente altos de producción, y rendimientos constantes para un nivel de producción entre esos dos rangos.
En economía, rendimientos de escala y economías de escala son conceptos relacionados, no obstante, son términos diferentes y no deben ser confundidos. Mientras que los rendimientos de escala se refieren a la relación existente entre la variación de los inputs de producción y la variación del output, relación más expresada en términos físicos, la economía de escala se refiere a la relación existente entre la dimensión de la planta y el costo medio unitario.
Las economías de escala ponen en relación el costo de producción unitario en función de las cantidades producidas, mientras que los rendimientos de escala ponen en relación las cantidades producidas en función del volumen factores puestos en obra.
Rendimientos a escala. Reflejan la respuesta del producto total cuando todos los factores se incrementan proporcionalmente. Las propiedades técnicas de la producción en el largo plazo se establecen en torno al concepto de rendimientos a escala. Escala significa el tamaño de la empresa medido por su producción
Los rendimientos de escala se refieren a la forma en que varía la producción cuando se altera la escala de producción. Si multiplicamos todos los factores por la cantidad t y la producción se multiplica por esa misma cantidad, hay rendimientos constantes de escala. Se multiplica por una cantidad superior a t, hay rendimientos crecientes de escala, y si se multiplica por una cantidad inferior a t, hay rendimientos decrecientes de escala. Los rendimientos de escala expresan cómo varía la cantidad producida por una empresa a medida que varía el uso de todos los factores que intervienen en el proceso de producción en la misma proporción. No se deben confundir los rendimientos a escala con el producto marginal de un factor. El producto marginal se obtiene modificando un solo factor de producción, mientras que los rendimientos a escala se obtienen modificando todos los factores de producción.

## Efecto de red
Las externalidades de red se asemejan a las economías de escala, pero no están consideradas como tal porque son una función de un número de usuarios de un bien o de un servicio en una industria, y no de la eficiencia de la producción dentro de un negocio.

## Definición formal
Formalmente, una función de producción definida como {\displaystyle \ F(K,L)} puede tener:
- Rendimientos constantes de escala si (para cualquier constante a mayor que 0) {\displaystyle \ F(aK,aL)=aF(K,L)}
- Rendimientos crecientes de escala si (para cualquier constante a mayor que 1) {\displaystyle \ F(aK,aL)>aF(K,L),}
- Rendimientos decrecientes de escala si (para cualquier constante a menor que 1) {\displaystyle \ F(aK,aL)<aF(K,L)}

tal que K y L son los factores de producción capital y trabajo, respectivamente.

## Ejemplo formal
La función Cobb-Douglas tiene rendimientos constantes de escala cuando la suma de los exponentes suma uno. 
La función es:
{\displaystyle \ F(K,L)=AK^{b}L^{1-b}}
donde {\displaystyle A>0} y {\displaystyle 0<b<1}. Entonces
{\displaystyle \ F(aK,aL)=A(aK)^{b}(aL)^{1-b}=Aa^{b}a^{1-b}K^{b}L^{1-b}=aAK^{b}L^{1-b}=aF(K,L).}
Pero si la forma general de la función de producción Cobb-Douglas es
{\displaystyle \ F(K,L)=AK^{b}L^{c}}
con {\displaystyle 0<c<1,} entonces existen rendimientos crecientes de escala si b + c > 1 y rendimientos decrecientes si b + c < 1, dado que 
{\displaystyle \ F(aK,aL)=A(aK)^{b}(aL)^{c}=Aa^{b}a^{c}K^{b}L^{c}=a^{b+c}AK^{b}L^{c}=a^{b+c}F(K,L),}
que es mayor o menor que {\displaystyle aF(K,L)} ya que b+c es mayor o menor que uno.

## Ejemplo

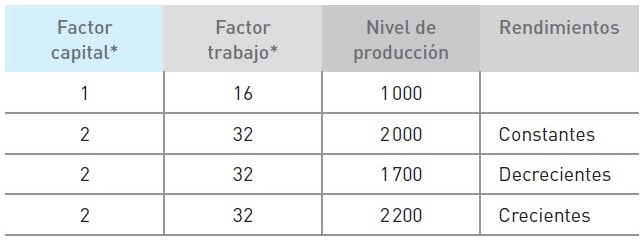
Unidades físicas de factor: en nuestro caso el edificio de la fábrica y el equipo necesario para producir helado.

Si observamos el comportamiento de la cantidad producida de un bien, diremos que existen rendimientos o economías crecientes a escala cuando al variar la cantidad utilizada de todos los factores en una determinada proporción, la cantidad obtenida del producto varía en una proporción mayor. Éste sería el caso si, al doblar las cantidades utilizadas de todos los factores, obtenemos más del doble del producto. En el ejemplo considerado se pasa de contar con una fábrica y 16 empleados al doble, esto es, dos fábricas y 32 trabajadores, y la cantidad producida de helado pasa de 1 000 litros a 2 000 litros de helado.